# Käina Martini kirik
Käina Martini kirik är en kyrka i Käina. Den lät byggas av Johannes III Orgas runt år 1500. Kyrkan träffades av en bomb 1941, och kvar finns numer enbart ruiner.